# Санта-Лусия (Парана)
Санта-Лусия (порт. Santa Lúcia) — муниципалитет в Бразилии, входит в штат Парана. Составная часть мезорегиона Запад штата Парана. Входит в экономико-статистический микрорегион Каскавел. Население составляет 3498 человек на 2006 год. Занимает площадь 116,857 км². Плотность населения — 29,9 чел./км².

## Статистика
- Валовой внутренний продукт на 2003 год составляет 43 727 884,00 реалов (данные: Бразильский институт географии и статистики).
- Валовой внутренний продукт на душу населения на 2003 год составляет 11 549,89 реалов (данные: Бразильский институт географии и статистики).
- Индекс развития человеческого потенциала на 2000 год составляет 0,725 (данные: Программа развития ООН).